# Christianshavns Enveloppe
Christianshavns Enveloppe er et tidligere system af udenværker foran Christianshavns Vold og Stadsgraven på Amager. Den velbevarede nordlige del er i dag en del af fristaden Christiania og er kendt som Dyssen. Den sydlige del blev fjernet i første halvdel af det 20. århundrede og er nu blevet erstattet af den offentlige park Enveloppeparken.

## Historie
Christianshavns Vold var i sin tid en del af den befæstning, der omgav København. Christianshavns Enveloppe blev bygget på Stadsgravens kontrescarpe (en brat skråning) ud mod Amager i 1779-1791. Den gik fra Christiani Quinti Lynette i nord til Kalvebods Lynette i syd og omfattede 10 redaner, der var nummereret 1-10 fra nord. Søetaten opførte fire krudtmagasiner med tilhørende vagtbygninger i 2. til 5. redan i 1779-1781. En ekstra voldgrav, en såkaldt avant-foss, blev udgravet foran enveloppen i 1810-1813.
9. og 10. redan længst mod syd blev fjernet i forbindelse med opførelsen af et nyt arsenal, Ny Tøjhus, i 1887-1888. En anden del med 8. redan forsvandt som følge af etableringen af Amager Boulevard i 1906-1907. Resten af stykket syd for Torvegade blev omdannet til den offentlige park Enveloppeparken i 1934-1936. 6. redan blev overdraget til Københavns Kommune og åbnet for offentligheden i 1961. Kommunen renoverede desuden området og byggede en gangbro over avant-fossen. Den nordlige del forblev militært område men indgik i Christiania i 1971.

## Dyssen
Dyssen er stadig adskilt fra resten af Amager af Ydre Stadsgrav men er forbundet med den ved Torvegade i syd og Refshalevej i nord. Området med de fem nordligste redaner er en del af fristaden Christiania. De fire krudtmagasiner er kendt som Aircondition (2. redan, 1781), Autogena (3. redan, 1780), Fakirskolen (4. redan, 1779) og Kosmiske Blomst (5. redan, 1779).

## Enveloppeparken
Det grønne område syd for Torvegade er kendt som Enveloppeparken. Stien langs med Stadsgraven hedder Enveloppevej. Der er opsat fire monumenter i parken. Nærmest Torvegade står monumentet Modstandsbevægelsens faldne for de faldne frihedskæmpere under Besættelsen. Det blev skabt af Morten Nielsen og afsløret 5. maj 1949. Det består af en skulpturgruppe med en stående og en faldet person placeret ovenpå en høj granitsokkel. På forsiden af soklen er der et digt af Otto Gelsted, og på de tre andre sider står der navnene på 76 faldne fra modstandsgruppen Amager Partisanerne.
Længere mod syd står Danske flyveres minde for danske piloter dræbt i kamp, der blev skabt af Einar Utzon-Frank og afsløret 19. august 1938. Det er udført i bronze og består af fire flyvemaskiner og en stor ørn, der holdes sammen af skyformationer. Tæt ved står en sten med en inskription til minde om Ulrik Birch, der blev den første dansker til at dø i en flyulykke, da hans fly styrtede ned på den nærliggende Kløvermarken 10. oktober 1913. Stenen er udformet af Georg Ulmer og opsat i 1918. Tæt på gangbroen til Panterens Bastion på den anden side af Stadsgraven står der en skulptur af Mogens Bøggild fra 1956. Det er en ko, der er ved at rejse sig.